# Молодший бакалавр
Молодший бакалавр — освітній або освітньо-професійний ступінь, що здобувається на початковому рівні (короткому циклі) вищої освіти і присуджується закладом вищої освіти у результаті успішного виконання здобувачем вищої освіти освітньо-професійної програми, обсяг якої становить 120 кредитів ЄКТС.
Згідно із Законом України «Про внесення змін до деяких законів України щодо державної підсумкової атестації та вступної кампанії 2024 року» від 8 листопада 2023 р. набір вступників на здобуття ступеня початкової вищої освіти – молодшого бакалавра було скасовано з 2024 року. Посадовці вважали цей ступінь однією з найсуперечливіших частин вищої освіти в Україні в рамках реформування під час Болонського процесу.

## Особливості ступеня «Молодший бакалавр»
Початковий рівень (короткий цикл) вищої освіти відповідає п'ятому рівню Національної рамки кваліфікацій і передбачає здобуття особою здатності до розв’язування типових спеціалізованих задач у певній галузі професійної діяльності.
Здобуття вищої освіти в Україні на її початковому рівні передбачає успішне виконання особою відповідної освітньої програми, що є підставою для присудження освітнього або освітньо-професійного ступеня молодший бакалавр.

## Вимоги до вступників
Щоб отримати кваліфікацію "Молодший бакалавр" треба мати: базову або повну загальну середню освіту (тобто після 9-го або 11-го класу) або професійно-технічну освіту (на основі рівня «кваліфікований робітник») або фахову передвищу освіту або вищу освіту.

## Підготовка молодших бакалаврів

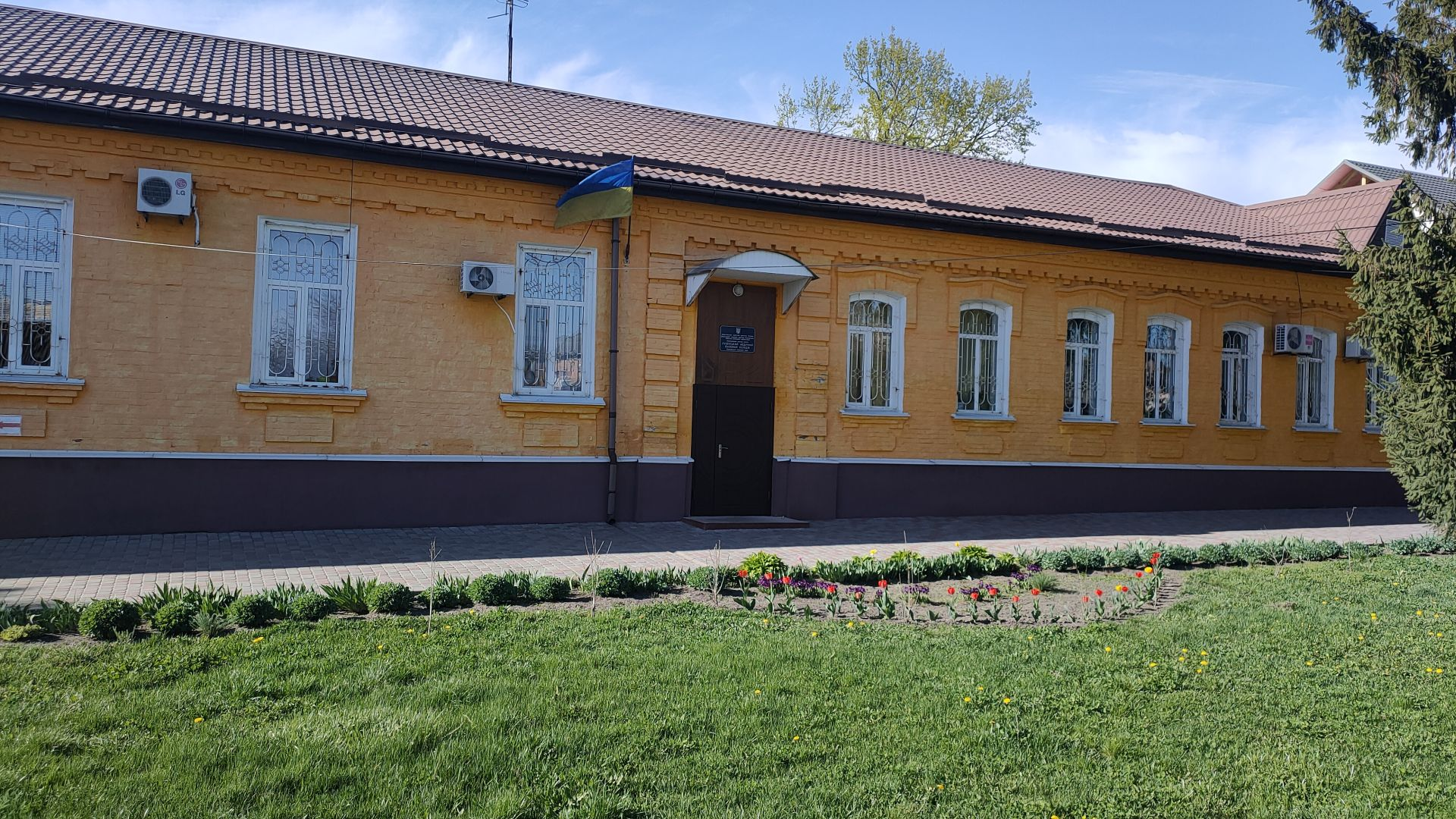
Лубенський медичний коледж

В Україні діють три типи закладів фахової передвищої освіти, які можуть надати можливість отримати кваліфікацію "молодший бакалавр", а саме:
- фаховий коледж;
- військовий коледж сержантського складу;
- фаховий коледж із специфічними умовами навчання.[6]

Право на підготовку фахівців освітньо-професійного ступеня молодший бакалавр мають коледжі — самостійні заклади вищої освіти або структурні підрозділи університетів, академій чи інститутів, що провадять освітню діяльність, проводять прикладні наукові дослідження та/або творчу мистецьку діяльність. Коледжі також мають право відповідно до ліцензії (ліцензій) забезпечувати здобуття профільної середньої, професійної (професійно-технічної) та/або фахової передвищої освіти.

Статус коледжу отримує заклад освіти (структурний підрозділ закладу освіти), в якому ліцензований обсяг підготовки здобувачів вищої освіти ступеня бакалавра та/або молодшого бакалавра становить не менше 30 відсотків загального ліцензованого обсягу.
Ступінь фахового молодшого бакалавра також можна здобути в закладах зі специфічними умовами навчання. Ці заклади надають освіту в таких напрямах:
- спорт;
- мистецтво;
- військове спрямування;
- медицина.

Військовий коледж та фаховий коледж із специфічними умовами навчання відрізняються від звичайного фахового коледжу специфікою навчання та спрямуванням наукових досліджень.

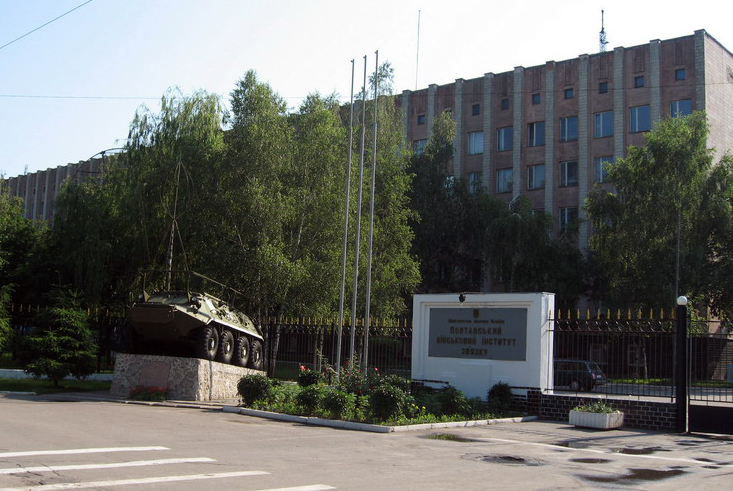
Полтавський військовий інститут зв'язку, колишнє Полтавське вище військове командне училище зв'язку

Так, військовий коледж сержантського складу може поєднувати теоретичне навчання з практичною військовою підготовкою, а також проводити відповідні прикладні наукові дослідження.
Фаховий коледж із специфічними умовами навчання може поєднувати теоретичне навчання курсантів з практичною підготовкою, яка буде необхідною для їхньої подальшої роботи в Міністерстві внутрішніх справ, Національній поліції, інших органах що діють у сфері охорони державного кордону, цивільного захисту та кримінально-виконавчої системи, а також проводити відповідні прикладні наукові дослідження.

## Терміни навчання
Обсяг освітньо-професійної програми фахового молодшого бакалавра визначається у кредитах Європейської кредитно трансферної-накопичувальної системи (ЄКТС).
Один кредит становить 30 годин, а для заочної форми навчання його обсяг може бути меншим – 25 годин. Максимальне річне навантаження на студента не може становити більше ніж 60 кредитів на рік (тобто 30 кредитів на семестр або 20 на триместр).
Для того щоб стати фаховим молодшим бакалавром, студент повинен протягом навчання у коледжі набрати кредити ЄКТС у кількості, яка залежить від рівня освіти вступника.
Так, якщо вступник має базову середню освіту (тобто вступає після 9 класу), то для того щоб стати фаховим молодшим бакалавром, він повинен набрати 240 кредитів ЄКТС та провчитися 4 роки.
Якщо студент має профільну середню освіту за відповідним або спорідненим профілем, то йому достатньо буде отримати 120-180 кредитів (2-2,5 роки навчання). При цьому, до 60 з цих кредитів можуть бути перезараховані, якщо він вже складав аналогічні предмети за попереднім місцем навчання (тобто можна буде не складати повторно до 15-20 навчальних дисциплін обсягом по 3-4 кредити).
Якщо ж студент вже має професійну (професійно-технічну) освіту, фахову передвищу або вищу освіту, то кількість необхідних кредитів визначається відповідним фаховим коледжем з урахуванням визнання раніше здобутих результатів навчання. Обсяг такої програми становить не менше 50 відсотків загального обсягу освітньо-професійної програми на основі профільної середньої освіти, тобто не менше ніж 60-90 кредитів (1-1,5 роки навчання).

## Атестація молодших бакалаврів
Атестація — це встановлення відповідності засвоєних здобувачами вищої освіти рівня та обсягу знань, умінь, інших компетентностей вимогам стандартів вищої освіти. Атестація здійснюється відкрито і гласно. Здобувачі вищої освіти та інші особи, присутні на атестації мають право вільно здійснювати аудіо- та/або відеофіксацію процесу атестації. Атестація осіб, які здобувають ступінь молодшого бакалавра здійснюється екзаменаційною комісією, до складу якої можуть включатися представники працедавців  та їх об'єднань, відповідно до положення про екзаменаційну комісію, затвердженого вченою радою закладу вищої освіти (наукової установи).

## Продовження навчання

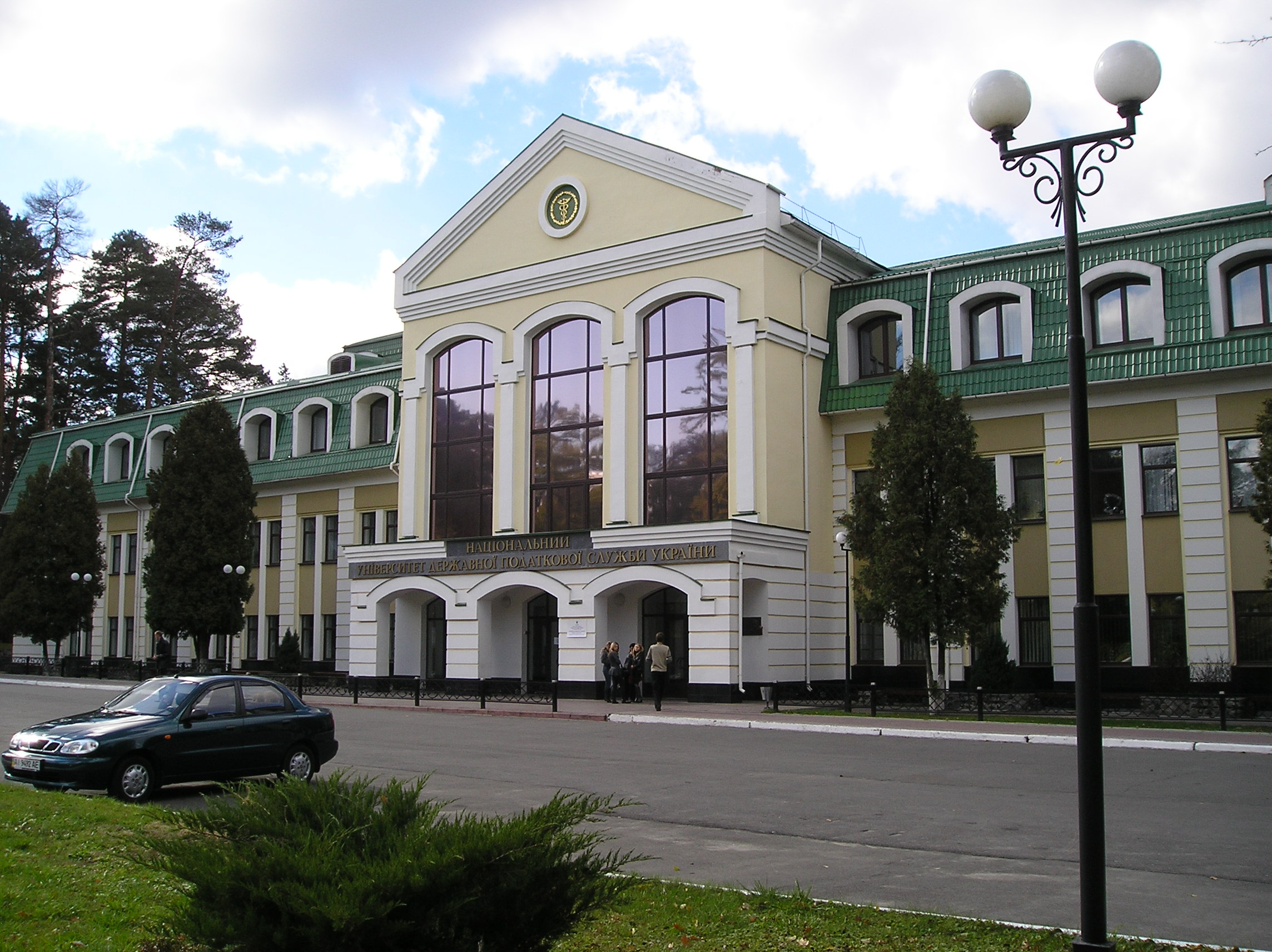
Національний Університет Державної Податкової Служби України

Особа, яка здобула ступінь «фаховий молодший бакалавр», може продовжити навчання та здобути вищу освіту, у тому числі за скороченою програмою підготовки.